# بیلانبا دل کامی
بیلانبا دل کامی (به اسپانیایی: Vilanova del Camí) یک شهرستان در اسپانیا است که در استان بارسلون واقع شده‌است.

## خصوصیات
بیلانبا دل کامی ۱۰٫۳۰ کیلومترمربع مساحت و ۱۲٬۶۶۴ نفر جمعیت دارد و ۳۰۲ متر بالاتر از سطح دریا واقع شده‌است.